# ネヴァー・フォゲット - アルティメット・コレクション
「ネヴァー・フォゲット - アルティメット・コレクション」（"Never Forget – The Ultimate Collection"） はイギリスのバンド、テイク・ザットの4枚目のベスト・アルバムである。バンドが解散してから約10年振りの新譜である。リリースから2011年までに210万枚をイギリス国内で売り上げている。

## リリース
今までリリースした18枚のシングルのうち、1stシングルの「ドゥ・ホワット・ユー・ライク」と「サンデイ・トゥー・サタデイ」の2枚を除いた16枚と、ボーナストラックを3曲収録している。ボーナストラックの内「トゥデイ・アイヴ・ロスト・ユー」はバンドが1995年に解散した後にレコーディングされた新曲である。またリミックス・ヴァージョンの「リライト・マイ・ファイア」がプロモーションのためシングルカットされたが、発売されたのはアルバムの発売2日前となってしまった。
後述するように様々なエディションがあるが、全て収録楽曲は同じである。

## チャート・認定
初週売上は9万枚で、全英アルバムチャートで2位につけた。イギリスではプラチナ・アルバムに認定されている。その後199週（3年10ヶ月）に渡ってアルバムチャートに留まり続けた。アイルランドでは12位が最高位である。

## トラックリスト
1. "ネヴァー・フォーゲット" (ゲイリー・バーロウ) – 6:24
2. "バック・フォー・グッド" (ゲイリー・バーロウ) – 4:02
3. "愛はきらめきの中に" (ビージーズ) – 3:42
4. "プレイ" (ゲイリー・バーロウ) – 3:45
5. "リライト・マイ・ファイア" (ダン・ハートマン) – 4:10
6. "エヴリシング・チェンジズ" (ゲイリー・バーロウ、キャリー・ベイリス、エリオット・ケネディ、マイク・ワード) – 3:35
7. "ベイブ" (ゲイリー・バーロウ) – 4:51
8. "シュア" (ゲイリー・バーロウ、マーク・オーエン、ロビー・ウィリアムズ) – 3:41
9. "イット・オンリー・テイクス・ア・ミニット" (デニス・ランバート、ブライアン・ポッター) – 3:48
10. "ミリオン・ラヴ・ソングス" (ゲイリー・バーロウ) – 3:54
11. "恋はマジック" (バリー・マニロウ、アドリエンヌ・アンダーソン) – 3:31
12. "いつも二人で" (ゲイリー・バーロウ) – 3:39
13. "ラヴ・エイント・ヒア・エニモア" (ゲイリー・バーロウ) – 4:09
14. "アイ・ファウンド・ヘヴン" (イアン・レヴィーン、ビリー・グリフィン) – 4:03
15. "プロミス" (ゲイリー・バーロウ、グラハム・スタック) – 3:36
16. "愛を知る時" (ゲイリー・バーロウ) – 3:44
17. "プレイ" (ライヴ・イン・ベルリン) (ゲイリー・バーロウ) – 5:16
18. "リライト・マイ・ファイア" (エレメント・リミックス) (ダン・ハートマン) – 3:49
19. "トゥデイ・アイヴ・ロスト・ユー" (ゲイリー・バーロウ) – 3:07

DVD - ネヴァー・フォゲット - アルティメット・ビデオ・コレクション
1. "ネヴァー・フォーゲット" (ゲイリー・バーロウ) – 6:24
2. "バック・フォー・グッド" (ゲイリー・バーロウ) – 4:02
3. "愛はきらめきの中に" (ビージーズ) – 3:42
4. "プレイ" (ゲイリー・バーロウ) – 3:45
5. "リライト・マイ・ファイア" (ダン・ハートマン) – 4:10
6. "エヴリシング・チェンジズ" (ゲイリー・バーロウ、キャリー・ベイリス、エリオット・ケネディ、マイク・ワード) – 3:35
7. "ベイブ" (ゲイリー・バーロウ) – 4:51
8. "シュア" (ゲイリー・バーロウ、マーク・オーエン、ロビー・ウィリアムズ) – 3:41
9. "イット・オンリー・テイクス・ア・ミニット" (デニス・ランバート、ブライアン・ポッター) – 3:48
10. "ミリオン・ラヴ・ソングス" (ゲイリー・バーロウ) – 3:54
11. "恋はマジック" (バリー・マニロウ、アドリエンヌ・アンダーソン) – 3:31
12. "いつも二人で" (ゲイリー・バーロウ) – 3:39
13. "ラヴ・エイント・ヒア・エニモア" (ゲイリー・バーロウ) – 4:09
14. "アイ・ファウンド・ヘヴン" (イアン・レヴィーン、ビリー・グリフィン) – 4:03
15. "プロミス" (ゲイリー・バーロウ、グラハム・スタック) – 3:36
16. "愛を知る時" (ゲイリー・バーロウ) – 3:44
17. "イット・オンリー・テイクス・ア・ミニット" (ライヴ・アット・ウェンブリー) (ランバート、ポッター) – 3:48
18. "ミリオン・ラヴ・ソングス" (ライヴ・イン・マンチェスター) (ゲイリー・バーロウ) – 3:45
19. "いつも二人で" (ライヴ・イン・マンチェスター) (ゲイリー・バーロウ) – 4:12
20. "プレイ" (ライヴ・アット・ウェンブリー) (ゲイリー・バーロウ) – 3:45
21. "ラヴ・エイント・ヒア・エニモア" (ライヴ・イン・マンチェスター) (ゲイリー・バーロウ) – 3:49
22. "シュア" (ライヴ・イン・マンチェスター) (バーロウ、オーエン、ウィリアムズ) – 3:41
23. "ビートルズ・メドレー" (ライヴ・イン・マンチェスター) (ジョン・レノン、ポール・マッカートニー) – 5:28
24. "バック・フォー・グッド" (ライヴ・アット・ザ・ブリッツ) (ゲイリー・バーロウ) – 4:02
25. "オン・ザ・ロード - 未公開写真&フォトギャラリー"

## チャート
| チャート (2005年)    | 最高位 |
| -------------------- | ------ |
| ドイツ               | 91     |
| アイルランド         | 12     |
| スイス               | 73     |
| 全英アルバムチャート | 2      |
| チャート (2006年)    | 最高位 |
| ベルギー             | 76     |
| チャート (2007年)    | 最高位 |
| オーストラリア       | 72     |

| チャート (2007年)    | 順位 |
| -------------------- | ---- |
| 全英アルバムチャート | 35   |
| チャート (2008年)    | 順位 |
| 全英アルバムチャート | 52   |
| チャート (2009年)    | 順位 |
| 全英アルバムチャート | 77   |
| チャート (2010年)    | 順位 |
| 全英アルバムチャート | 88   |

## リリース日
| 国                                                 | 日             | レーベル |
| -------------------------------------------------- | -------------- | -------- |
| イギリス (スリップケース・エディション)            | 2005年11月14日 | RCA      |
| ヨーロッパ                                         | 2005年11月21日 | RCA      |
| 日本                                               | 2006年2月22日  | BMG      |
| イギリス (通常版)                                  | 2007年11月27日 | RCA      |
| イギリス ("ガールズ・ナイト・イン" エディション)   | 2008年1月14日  | RCA      |
| ヨーロッパ ("ガールズ・ナイト・イン" エディション) | 2008年4月7日   | RCA      |

## 参照
1. ↑  http://musicline.de/de/chartverfolgung_summary/artist/Take+That/24880/?type=longplay German Chart
2. ↑  http://www.irishcharts.ie/charts_history/charts_history.htm
3. ↑  http://hitparade.ch/showitem.asp?interpret=Take+That&titel=Never+Forget+%2D+The+Ultimate+Collection&cat=a Swiss Archive.
4. ↑  http://chartarchive.org/a/take+that ChartArchive.
5. ↑  http://hitparade.ch/showitem.asp?interpret=Take+That&titel=Never+Forget+%2D+The+Ultimate+Collection&cat=a Flanders Archive
6. ↑  http://australian-charts.com/showitem.asp?interpret=Take+That&titel=Everything+Changes&cat=a Australian Charts.
7. 1 2 3 4  “End Of Year Charts: 2010”.  UKChartsPlus. 2011年8月10日閲覧。